# Centris thoracica
Centris thoracica är en biart som beskrevs av Amédée Louis Michel Lepeletier 1841. Centris thoracica ingår i släktet Centris och familjen långtungebin. Inga underarter finns listade.